# Reial Múrcia Club de Futbol
El Reial Múrcia Club de Futbol (oficialment, Real Murcia Club de Fútbol, en castellà) és un club de futbol fundat l'any 1919 a Múrcia. El seu camp és la Nueva Condomina, situat a la rodalia de l'esmentada ciutat, als voltants de l'AP-7 en direcció a Alacant. La seva samarreta és de color vermell i els pantalons de color blanc. No té cap títol oficial i és l'equip que més vegades ha estat al campionat de segona divisió. Se'ls coneix com a granas o pimentoneros. Actualment juga a la Primera RFEF.

## Història
Els primers clubs de la ciutat foren el Club Foot-Ball Association Murcia (1905) de la mà d'Emilio Martínez, i el Murcia Foot-ball Club (1906) dels germans Menoyo i presidit per Antonio Manzanera. L'actual club nasqué el 1919 amb el nom Levante Football Club i s'inscriu a la Federació Llevantina. L'any següent retorna al seu antic nom de Murcia F.C. La temporada 1923/1924 el rei Alfons XIII li concedeix el títol de Reial. El 1924 també es crea la Federació Murciana i s'inaugura l'estadi de La Condomina.
L'any 1940 puja per primer cop a la primera divisió espanyola de futbol. A data de 2006, ha jugat un total de 17 temporades a primera divisió espanyola i 49 a segona divisió, essent el club que més temporades ha jugat a segona i el que té més títols de campió (8) i ascensos (10) a primera. L'11 d'octubre de 2006 inaugurà l'Estadi Nueva Condomina.

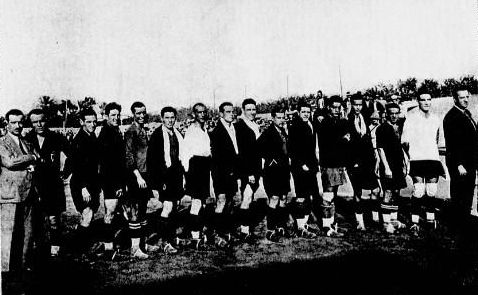
El Real Murcia el 1929

## Dades del club
- Temporades a primera divisió: 18.
- Temporades a Segona Divisió: 54.
- Temporades a Segona Divisió B: 15.
- Temporades a Tercera Divisió: 4.
- Millor posició a la lliga: 11è a Primera divisió (temporades: 44-45, 45-46, 83-84 i 86-87).
- Pitjor posició a la lliga: 20è a Primera divisió (temporada: 03-04).
- Major golejada a favor com a local (a Primera): Real Murcia 6-1 CA Osasuna (2 d'octubre de 1988).
- Major derrota en contra com a local (a Primera): Real Murcia 1-5 Reial Saragossa (27 d'abril de 1975).
- Major golejada a favor com a visitant (a Primera): Reial Saragossa 1-6 Real Murcia (18 de gener de 1981).
- Major derrota en contra com a visitant (a Primera): Futbol Club Barcelona 8-1 Real Murcia (4 d'octubre de 1964).

## Palmarès
- Campionat de Llevant de futbol (1): 1920/1921.
- Campionat de Múrcia de futbol (9): 1925/1926, 1926/1927, 1927/1928, 1928/1929, 1929/1930, 1930/1931, 1931/1932, 1933/1934, 1939-1940.
- Segona Divisió (8): 1939/1940, 1954/1955, 1962/1963, 1972/1973, 1979/1980, 1982/1983, 1985/1986, 2002/2003.
- Segona Divisió B (1): 1992/1993.
- Tercera Divisió (3): 1971/1972, 1976/1977, 1995/1996.

## Plantilla 2024-25
A 31 maig 2025
| N. | Pos. | Nac. | Jugador                                         |
| -- | ---- | --- | ----------------------------------------------- |
| 1  | POR  | [[Fitxer:Flag of Argentina.svg\|23x15px\|border \|alt=Argentina\|link=Selecció de futbol de l'Argentina\|{{#if:\|]]  | Gianfranco Gazzaniga                            |
| 2  | DEF  | [[Fitxer:Flag of Spain.svg\|23x15px\|border \|alt=Espanya\|link=Selecció de futbol d'Espanya\|{{#if:\|]]             | Jorge Mier                                      |
| 4  | DEF  | [[Fitxer:Flag of Montenegro.svg\|23x15px\|border \|alt=Montenegro\|link=Selecció de futbol de Montenegro\|{{#if:\|]] | Esteban Saveljich                               |
| 5  | DEF  | [[Fitxer:Flag of Spain.svg\|23x15px\|border \|alt=Espanya\|link=Selecció de futbol d'Espanya\|{{#if:\|]]             | Antxón Jaso                                     |
| 6  | DEF  | [[Fitxer:Flag of Spain.svg\|23x15px\|border \|alt=Espanya\|link=Selecció de futbol d'Espanya\|{{#if:\|]]             | Alberto González                                |
| 7  | DAV  | [[Fitxer:Flag of Spain.svg\|23x15px\|border \|alt=Espanya\|link=Selecció de futbol d'Espanya\|{{#if:\|]]             | Loren Burón                                     |
| 9  | DAV  | [[Fitxer:Flag of Spain.svg\|23x15px\|border \|alt=Espanya\|link=Selecció de futbol d'Espanya\|{{#if:\|]]             | Pedro Benito                                    |
| 10 | MIG  | [[Fitxer:Flag of Spain.svg\|23x15px\|border \|alt=Espanya\|link=Selecció de futbol d'Espanya\|{{#if:\|]]             | Isi                                             |
| 12 | DAV  | [[Fitxer:Flag of Spain.svg\|23x15px\|border \|alt=Espanya\|link=Selecció de futbol d'Espanya\|{{#if:\|]]             | Raúl Alcaina (cedit pel Deportivo de La Coruña) |
| 13 | POR  | [[Fitxer:Flag of Spain.svg\|23x15px\|border \|alt=Espanya\|link=Selecció de futbol d'Espanya\|{{#if:\|]]             | Iker Piedra                                     |
| 14 | DAV  | [[Fitxer:Flag of Spain.svg\|23x15px\|border \|alt=Espanya\|link=Selecció de futbol d'Espanya\|{{#if:\|]]             | Pedro León (capità)                             |
| 15 | MIG  | [[Fitxer:Flag of Venezuela.svg\|23x15px\|border \|alt=Veneçuela\|link=Selecció de futbol de Veneçuela\|{{#if:\|]]    | Jorge Yriarte (cedit per la SD Eibar)           |
| 16 | MIG  | [[Fitxer:Flag of Ghana.svg\|23x15px\|border \|alt=Ghana\|link=Selecció de futbol de Ghana\|{{#if:\|]]                | Richard Boateng                                 |

| N. | Pos. | Nac. | Jugador                                     |
| -- | ---- | --- | ------------------------------------------- |
| 17 | DAV  | [[Fitxer:Flag of Spain.svg\|23x15px\|border \|alt=Espanya\|link=Selecció de futbol d'Espanya\|{{#if:\|]]          | Carlos Rojas (cedit per la UD Almería)      |
| 18 | DEF  | [[Fitxer:Flag of Spain.svg\|23x15px\|border \|alt=Espanya\|link=Selecció de futbol d'Espanya\|{{#if:\|]]          | David Vicente                               |
| 19 | DAV  | [[Fitxer:Flag of Catalonia.svg\|23x15px\|border \|alt=Catalunya\|link=Selecció de futbol de Catalunya\|{{#if:\|]] | Kenneth Soler (cedit pel RCD Espanyol)      |
| 20 | DAV  | [[Fitxer:Flag of Spain.svg\|23x15px\|border \|alt=Espanya\|link=Selecció de futbol d'Espanya\|{{#if:\|]]          | Davo (cedit pel Deportivo de La Coruña)     |
| 21 | DEF  | [[Fitxer:Flag of Spain.svg\|23x15px\|border \|alt=Espanya\|link=Selecció de futbol d'Espanya\|{{#if:\|]]          | Kike Cadete                                 |
| 22 | MIG  | [[Fitxer:Flag of Spain.svg\|23x15px\|border \|alt=Espanya\|link=Selecció de futbol d'Espanya\|{{#if:\|]]          | Juan Carlos Real                            |
| 23 | DAV  | [[Fitxer:Flag of Spain.svg\|23x15px\|border \|alt=Espanya\|link=Selecció de futbol d'Espanya\|{{#if:\|]]          | David Flakus Bosilj (cedit pel CE Castelló) |
| 24 | MIG  | [[Fitxer:Flag of Spain.svg\|23x15px\|border \|alt=Espanya\|link=Selecció de futbol d'Espanya\|{{#if:\|]]          | Moha Moukhliss                              |
| 27 | DAV  | [[Fitxer:Flag of Spain.svg\|23x15px\|border \|alt=Espanya\|link=Selecció de futbol d'Espanya\|{{#if:\|]]          | Antonio Toral                               |
| 28 | DEF  | [[Fitxer:Flag of Catalonia.svg\|23x15px\|border \|alt=Catalunya\|link=Selecció de futbol de Catalunya\|{{#if:\|]] | Ian Forns (cedit pel RCD Espanyol)          |
| 29 | DAV  | [[Fitxer:Flag of Brazil.svg\|23x15px\|border \|alt=Brasil\|link=Selecció de futbol del Brasil\|{{#if:\|]]         | Matheus Cadorini                            |
| 30 | MIG  | [[Fitxer:Flag of Brazil.svg\|23x15px\|border \|alt=Brasil\|link=Selecció de futbol del Brasil\|{{#if:\|]]         | Palmberg                                    |